# Nnamdi Azikiwe
Nnamdi Azikiwe (Zungeru, Nigeria, 16 de noviembre de 1904 — † 11 de mayo de 1996) fue el primer Presidente de Nigeria, tras la independencia de Nigeria del Reino Unido el 1 de octubre de 1960, y un defensor del panafricanismo.
Era conocido como "Zik" y se le considera el fundador del nacionalismo moderno nigeriano. Su nombre completo era Dr. Benjamin Nnamdi Azikiwe.

## Biografía
Nacido de padres Igbo en Zungeru, en el actual estado de Níger , de niño aprendió a hablar hausa (la principal lengua indígena de la región norte ). Más tarde, Azikiwe fue enviado a vivir con su tía y su abuela en Onitsha (su patria paterna), donde aprendió el idioma igbo . Una estancia en Lagos lo expuso a la lengua yoruba; cuando estaba en la universidad, había estado expuesto a diferentes culturas nigerianas y hablaba tres idiomas (un activo como presidente). Azikiwe viajó a los Estados Unidos, donde era conocido como Ben Azikiwe y asistió al Storer College ,Universidad de Columbia , la Universidad de Pensilvania y la Universidad de Howard . Se contactó con las autoridades coloniales con una solicitud para representar a Nigeria en los Juegos Olímpicos de Los Ángeles.  Regresó a África en 1934, donde comenzó a trabajar como periodista en la Costa de Oro . En el África occidental británica , defendió el nacionalismo nigeriano y africano como periodista y líder político.
En 1947 es nombrado miembro del Consejo administrativo de Nigeria, donde trabaja activamente por la independencia. Después de la independencia en 1960 se convierte en Gobernador General y el 1 de octubre de 1963, tras la proclamación de la República se convierte en su primer Presidente.
Durante un viaje al extranjero en 1966, él y todo su gobierno son derrocados por un golpe de Estado comandado por el general Jonhson Aguiyi-Ironsi.
Durante la guerra de Biafra fue consejero y portavoz del presidente biafreño.
Tras la guerra fue Rector de la Universidad de Lagos entre 1972 y 1976.
Falleció en Nsukka el día 11 de mayo de 1996.

## Obras
- Zik (1961)
- My Odyssey: An Autobiography (1971) — ISBN 0-900966-26-2
- Renascent Africa (1973) — ISBN 0-7146-1744-X
- Liberia in World Politics (1931) — ISBN 0-8371-3774-8
- One hundred quotable quotes and poems of the Rt. Hon. Dr. Nnamdi Azikiwe (1966) — ISBN 978-2736-09-0